# Канариас (крейсер)
«Канариас» (исп. Canarias) — тяжёлый крейсер типа «Канариас», состоявший на вооружении испанского флота. Построен на верфи в Ферроле, спущен на воду в 1931 году. Участвовал в Гражданской войне в Испании. Списан в 1975 году.

## История строительства
Корпус «Канариаса» был спущен на воду 28 мая 1931 года. С 18 июля по 27 сентября 1934 года «Канариас» проходил ходовые испытания (при этом на крейсере ещё не было кормовых башен), после чего была изменена конфигурация его носовой надстройки – над навигационным мостиком надстроили открытый командный мостик. Также, по итогам испытаний, была укорочена фок-мачта.

## История службы

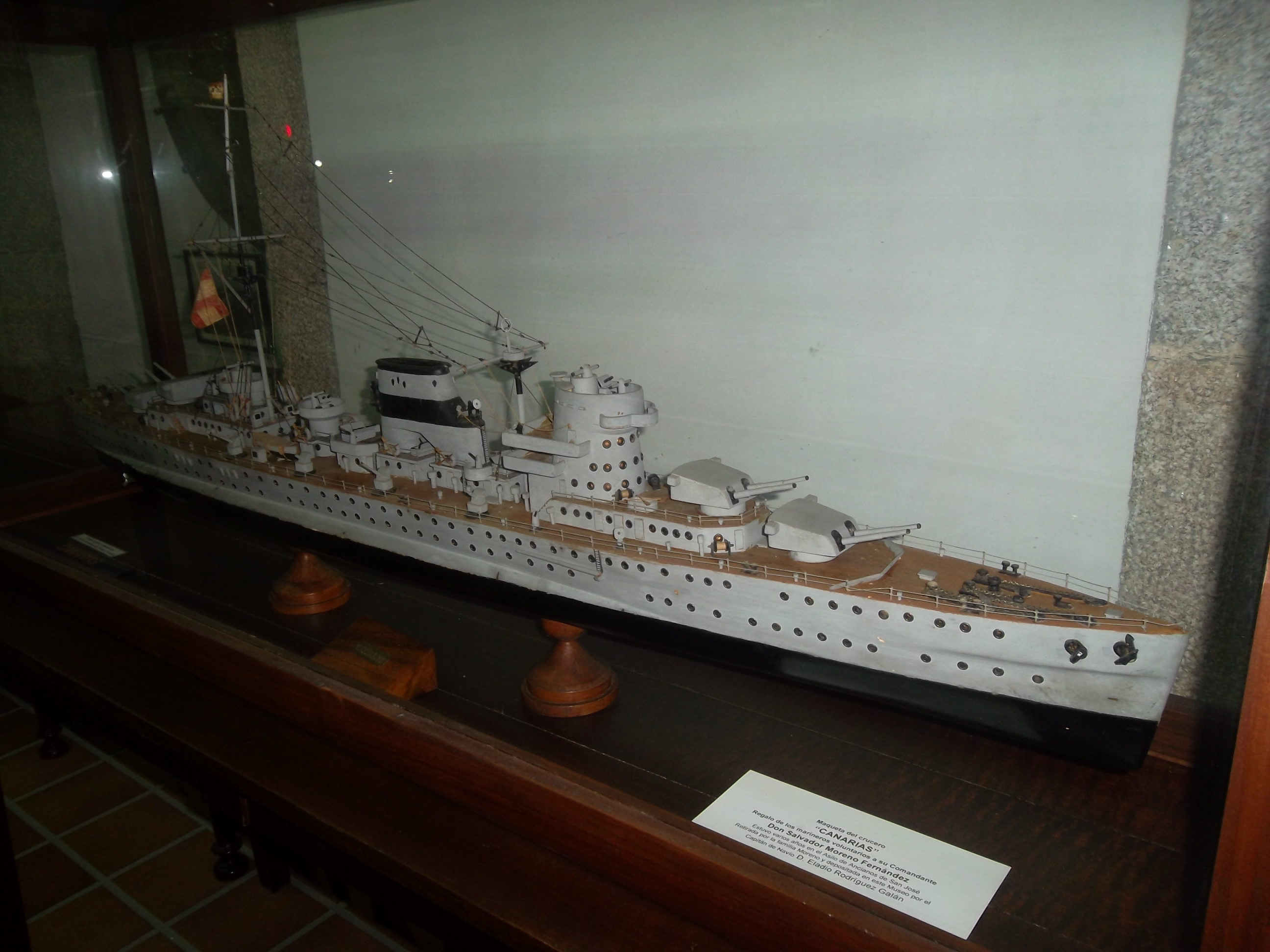
Модель крейсера «Канариас» из дома престарелых

Во время мятежа националистов захвачен в недостроенном состоянии в Эль-Ферроле и спешно введен в строй.
Служил флагманским кораблём франкистского флота и потопил 34 корабля и судна, включая республиканский эсминец «Альмиранте Фернандис» (бой у мыса Спартель) и советский транспорт «Комсомол». 
В бою у мыса Палос получил попадание торпеды от эсминца «Лепанто», но сохранил боеспособность.
В 1952-1953 гг. прошел модернизацию с частичной перестройкой.
Исключён из состава флота в 1975 г., в 1977 г. продан для разделки на металл.